# Castello di Chela
Il castello di Chela (in tedesco Kehlburg) è un castello che si trova nel territorio comunale di Gais (BZ), a 1188 metri. Dalla sua posizione domina la valle di Tures

## Storia
Dove ora sorge il castello alla fine del X secolo si trovava un maso di proprietà del nobile Liuto, che fu acquistato dal vescovo di Bressanone Sant'Albuino nel 995, proprio allo scopo di ricavarvi un complesso fortificato. L'opera di costruzione continuò anche con i suoi successori nei primi decenni dell'XI secolo.
Nel corso degli anni il castello rimase proprietà della Chiesa che lo dava di volta in volta in affido o in pegno. Nel 1433 Jakob IV di Lutago fu nominato dapprima curatore e poi affidatario del castello. Neppure Sigismondo il Danaroso riuscì a sottrarlo al controllo della diocesi.
Nel 1487 il castello fu affidato alla famiglia dei Dinkhauser di Gais, cui succedettero, nel 1545 i Rost: il castello - che stava lentamente cadendo in rovina - fu affidato dal vescovo ad Hans von Rost, fidato comandante alle sue dipendenze. La ristrutturazione fu completata dal figlio di questi, Karl Johann.
Uno tra i più noti lirici tirolesi, Hermann von Gilm (1812-1864), riuscì a far divenire famosi i Kehlburger Maifestspiele come speciali avvenimenti artistici e sociali.
Il maniero rimase per 350 anni ai Rost fino al 1891, quando Karl von Rost lo vendette al vescovo di Košice Zigmund Bubics. Questi investì ingenti somme nel recupero della struttura, ma fece fallimento.
Il castello passò dunque ancora di mano, questa volta ad un console tedesco (1907), il quale però lo perse con la fine della prima guerra mondiale: dopo l'annessione dell'Alto Adige all'Italia, i beni degli stranieri nelle nuove province furono nazionalizzati.
Lo Stato lo vendette poi alla famiglia Vascellari, che ne rimase proprietaria fino al 1997. Attualmente il castello e il bosco circostante sono di proprietà di una famiglia di Gais.

## Il castello oggi
Un disastroso incendio, le cui origini non furono mai chiarite, divampò nella notte del 30 aprile 1944: il castello, gravemente danneggiato, non fu più ricostruito e fu visitato negli anni da ladri e vandali. Attualmente è ridotto a stato di rovine.
La diocesi, su interessamento del parroco del paese, fece ristrutturare la cappella dedicata a sant'Erasmo e attestata per la prima volta in occasione della consacrazione del 1113, meta da sempre di pellegrinaggi per richiedere grazie per i dolori di ventre e stomaco.

## Per raggiungerlo
È possibile raggiungere il castello seguendo il sentiero n. 2 che dal paese di Gais, attraverso un fitto bosco, raggiunge in circa un'ora le antiche rovine. L'accesso a ciò che resta dell'edificio è tuttavia vietato per pericolo di crolli.